# New Super Mario Bros.
New Super Mario Bros. (яп. New スーパーマリオブラザーズ Ню: Су:па: Марио Бурадза:дзу) — видеоигра в жанре платформер, разработанная и выпущенная компанией Nintendo для портативной консоли Nintendo DS. Игра была выпущена в Северной Америке и Японии в мае 2006 года, а также в Австралии и Европе в июне того же года. Игра сайд-скроллер.
Сюжет игры схож с другими скроллинговыми играми о Марио. В New Super Mario Bros. главный персонаж, соответственно, проходит длительный путь и спасает принцессу Пич от Боузера. В течение игры Марио находит несколько полезных предметов — Супергриб, Огненный цветок, а также Суперзвезду, которые позволяют ему обретать уникальные способности и помогают в пути. Во время путешествия через 80 уровней-зон из восьми миров Марио должен победить Боузера-младшего и старшего Боузера, и спасти принцессу.
Рецензии на игру были, в основном, весьма положительными. Многие критики отметили усовершенствование главного персонажа, общую простоту игры и сходство с предыдущими играми. New Super Mario Bros. получила несколько наград, в том числе и от ежемесячных журналов Game Informer и Electronic Gaming Monthly, а также награды от IGN и GameSpot. В Японии игра побила абсолютный рекорд по популярности в качестве дебютной игры для Nintendo DS. В целом, было продано 26 миллионов копий игры по всему миру, что сделало её самой продаваемой видеоигрой для Nintendo DS.
Продолжение игры New Super Mario Bros. Wii, которое предоставляет возможность играть сразу четырём пользователям, было выпущено в определённых регионах 12 ноября 2009 года, а 3 декабря — по всему миру.

## Игровой процесс

Марио после использования мега-гриба, который позволяет герою обрести большой размер в течение короткого периода времени. Марио и окружающие предметы видны в 2.5D-эффекте

Хотя New Super Mario Bros. и сделана в двухмерной графике, некоторые персонажи и объекты проработаны с помощью полигонального моделирования, что визуально имитирует эффект 3D-графики. У пользователя есть возможность играть за Марио или за его брата Луиджи. Как и в предыдущих играх данной серии, Марио и Луиджи могут давить врагов, разбивать блоки и собирать монетки, за которые начисляются дополнительные очки. В игру добавлена возможность тройного прыжка и прыжка от стены; появились мега-гриб (превращает Марио в Мега Марио) и мини-гриб (Марио в Мини Марио). Враги остались теми же, что и в предыдущих играх — гумбы, черепахи Купа Трупа, пираньи и другие.
Игрок проходит около восьмидесяти уровней в течение восьми миров: курс и маршрут игрока виден на нижнем сенсорном экране приставки. Карта миров появляется в верхнем экране и используется для выбора мира. Некоторые миры требуют специальных средств доступа, таких, как завершение уровня с боссом с использованием мини-гриба. Целью каждого курса является достижение чёрного флага в конце зоны. В конце каждого уровня босс должен быть побеждён.
На каждом из 80 уровней есть три монетки со звёздочками, которые должны быть собраны (в общей сложности их 240). Собирая эти монеты, Марио приобретает доступ к дому Тоада, где он может получить дополнительные предметы или очки. Марио может использовать эти монеты для того, чтобы разблокировать специальные фоновые изображения и пути на карте мира. Число монет позволят пользователю сохранить игру.
В игре присутствуют семь бонусов. Специальная опция позволяет пользователю хранить в запасе три дополнительные возможности (эта опция перенесена из игры Super Mario World). Супергриб увеличивает Марио в размерах, огненный цветок позволяет ему бросать огненные шары, а суперзвезда ненадолго делает героя неуязвимым. Введено ещё три бонуса: Голубой Купа позволяет Марио обрести защитную оболочку и атаковать врагов на высоких скоростях, мини-гриб делает Марио очень маленьким — это может быть полезным при проходе через воду или узкие проёмы — и мегагриб, с помощью которого Марио очень сильно увеличивается в размерах (это видно на картинке).
Многопользовательский режим игры предоставляет возможность пользователям играть друг против друга, соответственно, за Марио и Луиджи на одном из пяти этапов. Каждый из героев пытается быть первым и получить заданное количество звёзд. Все игроки могут атаковать друг друга и красть звёзды. Прыжки на противника заставляют персонажа потерять одну звезду. Кроме того, потеря жизни устроена так, что игрок теряет звёзды.
Некоторые мини-игры, ранее доступные в Super Mario 64 DS, снова возвращены и теперь возможны в многопользовательском варианте. Мини-игры делятся на следующие категории: «Приключение», «Пазлы», «Таблицы» и «Другое». New Super Mario Bros. содержит восемнадцать мини-игр для одного игрока и десять мини-игр для нескольких.

## Сюжет
В самом начале игры показана небольшая демосцена, в которой принцесса Грибного королевства Пич и Марио идут вместе. Вдруг молния ударяет прямо в Замок принцессы, который виден на заднем плане. Когда Марио подбегает к Замку, Боузер-младший пользуется моментом, подкрадывается к принцессе и крадёт её. Понимая, что произошло, Марио быстро мчится назад и отправляется в погоню. Он собирается пройти через восемь миров, победить короля Купу и спасти похищенную принцессу. Он догоняет их и противостоит Боузеру-младшему, но не в состоянии спасти принцессу из лап злого Купы. В конце первого мира Боузер-младший уходит в замок, где его отец ждёт Марио на мосту через яму, которая наполнена горячей лавой. Сцена очень напоминает оригинальную игру, Super Mario Bros., когда Марио нажимает на кнопку за спиной короля Купы, чтобы победить его, и мост рушится под драконом, из-за чего тот падает в лаву и сгорает.
Марио продолжает погоню за Боузером-младшим через остальные миры, до достижения замка в восьмом мире. Там Боузер-младший оживляет своего отца, но Марио вновь побеждает короля Купу путём сбрасывания его в глубокую яму. Боузер-младший бежит ещё раз через лаву и исчезает в большом замке, где бросает кости своего отца в котёл и возрождает его в более мощной форме. Вместе они нападают на Марио, но тот всё равно побеждает. В финале игры Марио спасает принцессу, которая целует его в щёку. Боузер-младший тащит тело отца по полу. Он смотрит на экран и рычит, разрушая стену.

## Разработка

### Анонс
Спустя двадцать лет после выхода игры Super Mario Bros., 21 февраля 2006 года компания Nintendo объявила о том, что New Super Mario Bros. будет выпущена 7 мая 2006 года для Nintendo DS. Также было объявлено, что новая игра будет двухмерной, но визуально напоминающей 3D. Позже выпуск был перенесён на 21 мая. Игра для Nintendo DS Lite вышла 11 июня 2006 года.

### Графика и дизайн
New Super Mario Bros. является первой 2D-игрой с Марио для этой приставки. Впервые была представлена в 2004 году на выставке Electronic Entertainment Expo. Дизайнеры игры получили гораздо больше возможностей по сравнению с предыдущими 2D-играми с Марио. Персонажей, врагов и других объектов теперь можно было создать с гораздо более подробной анимацией, не требуя ручной разработки. Чтобы создать визуальные подсказки, разработчики сделали камеру игры более динамичной — она изменяет масштаб изображения в зависимости от ситуации и обеспечивает внимание, когда это нужно.
Улучшенная игровая механика также играет важную роль. Дизайнеры смогли свободно усовершенствовать её и убрать все жёсткие ограничения. Персонаж стал более реалистичным — например, находясь на дереве, он колеблется и падает, если находится там слишком долго. Марио также может раскачиваться на канатах и ходить по проводам.

### Озвучивание и музыка

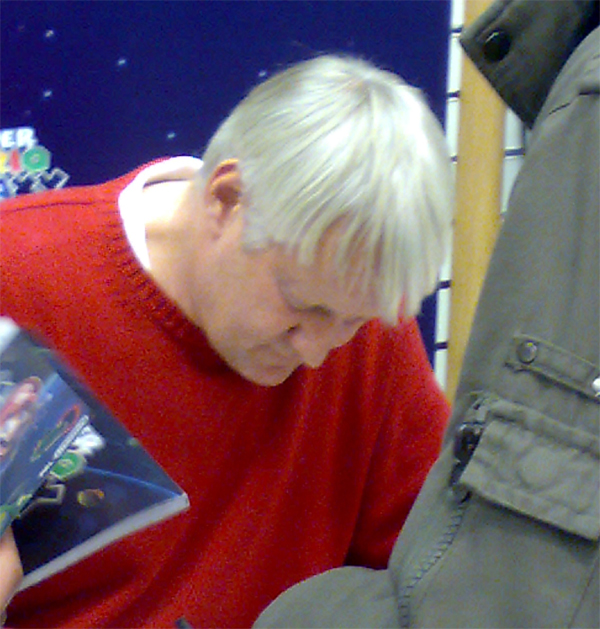
Чарльз Мартине, «голос Марио»

В начале создания игры разработчики не планировали использовать озвучивание для того, чтобы сохранить оригинальный стиль Super Mario Bros.. Однако в конечном итоге разработчики решили не отказываться от неё. Хотя озвучивание и было использовано в предыдущих 2D-ремейках о Марио, New Super Mario Bros. является первой официальной 2D-игрой с Марио, где было использовано озвучивание. В нём принял участие Чарльз Мартине, который бессменно озвучивал Марио в более ранних версиях, а также Николь Миллс, Скотт Бёрнс и Долорес Роджерс (озвучившие Принцессу, Боузера и Боузера-младшего соответственно).
Особенностью игры является оригинальная музыка, написанная Асукой Отой и Хадзимэ Вакаи, под руководством композитора оригинальной игры 1985 года, Кодзи Кондо. Сопровождение соответствует игровому процессу; враги прыгают и танцуют в такт музыке.

## Выпуск и отзывы
| Сводный рейтинг    | Сводный рейтинг |
| Агрегатор          | Оценка          |
| ------------------ | --------------- |
| GameRankings       | 89,07 %         |
| Metacritic         | 89 %            |
| Иноязычные издания |                 |
| Издание            | Оценка          |
| 1UP.com            | B+              |
| AllGame            | [ 21 ]          |
| CVG                | 9/10            |
| Eurogamer          | 9/10            |
| Famitsu            | 36/40           |
| Game Informer      | 9,25/10         |
| GamePro            | [ 26 ]          |
| GameRevolution     | B+              |
| GameSpot           | 9/10            |
| GameSpy            | [ 13 ]          |
| GamesRadar+        | 9/10            |
| GameTrailers       | 9,2/10          |
| GameZone           | 9,3/10          |
| IGN                | 9,5/10          |
| ONM                | 96 %            |
| X-Play             | [ 34 ]          |

### Выпуск
New Super Mario Bros. была выпущена компанией Nintendo в Северной Америке 15 мая 2006 года, в Японии — 25 мая 2006 года, в Австралии — 8 июня 2006 года, а в Европе — 30 июня 2006 года. Компания не уточнила, почему выход на внутреннем рынке Японии был задержан на десять дней. Игра получила в целом благоприятные отзывы, а также рейтинг в 89 % от сайта Metacritic. Похвальные рецензии были даны, в основном, в сторону усовершенствований, внесённых в характеристику Марио, в сочетании с приятной простотой.
В Японии в день выпуска игры было продано более 480 тысяч экземпляров игры и 900 тысяч копий за первые четыре дня. В то время она была самой продаваемой дебютной игрой для Nintendo DS в Японии, но позже этот рекорд побила игра Pokémon Diamond и Pearl. В 2008 году стала двадцать шестой лучшей игрой в Японии. В Соединённых Штатах было продано 500 тысяч копий за первые 35 дней и миллион копий за двенадцать недель после выпуска. Она стала двенадцатой самой продаваемой игрой и вторым бестселлером Nintendo DS в декабре 2008 года в Соединённых Штатах. Во всех странах было продано пять миллионов копий, по состоянию на апрель 2008 года, и восемнадцать миллионов по состоянию на март 2009 года.

### Отзывы
Игра получила высокие оценки и многочисленные отзывы, в которых было отмечено, что New Super Mario Bros. стала одной из лучших игр для Nintendo DS. «GameZone» отметил её «огромный потенциал» и переосмысление игровой платформы жанра. Том Бромвелл, представляющий сайт Eurogamer, заявил: «Играть в неё будет интересно и через тысячи дней. Я всё ещё люблю её», полагая, что опытным игрокам потребуется совсем немного времени, чтобы пройти её. Сайт GamesRadar отметил, что она «полностью утвердила себя в качестве сольной игры — простой, но захватывающей».
Ряд обозревателей сделал несколько сравнений между New Super Mario Bros. и другими играми о Марио. И хотя некоторые обнаружили, что многие другие игры с Марио были лучше, большинство обозревателей по-прежнему остались довольны общим впечатлением от игры. Крэйг Харрис с сайта IGN пришёл в восторг, утверждая, что это его любимая игра для новой платформы, которая «обогнала» его предыдущую любимую игру — Super Mario World 2: Yoshi's Island. Несмотря на то, что Мистер Марблес из журнала GamePro считал Super Mario World и Super Mario Bros. 3 лучшими двухмерными играми о Марио, он решил добавить к ним и New Super Mario Bros., как свою третью любимую игру о Марио. Официальный журнал компании Official Nintendo Magazine поставил игре рейтинг в 96 % от и присудил «Золотую премию».

### Награды
Игра получила множество наград и похвал, в том числе от ежемесячных журналов Game Informer и Electronic Gaming Monthly, а также награды от IGN и GameSpot. В 2006 году игра была признана лучшей по мнению Spike Video Game Awards, лучшей игрой для Nintendo DS по мнению GameSpot, а также стала лучшим платформером по мнению X-Play и Nintendo Power. В том же году игра получила премию Golden Joystick Award и была помещена в 100 величайших игр Nintendo всех времён в журнале ONM.